# Sefseri

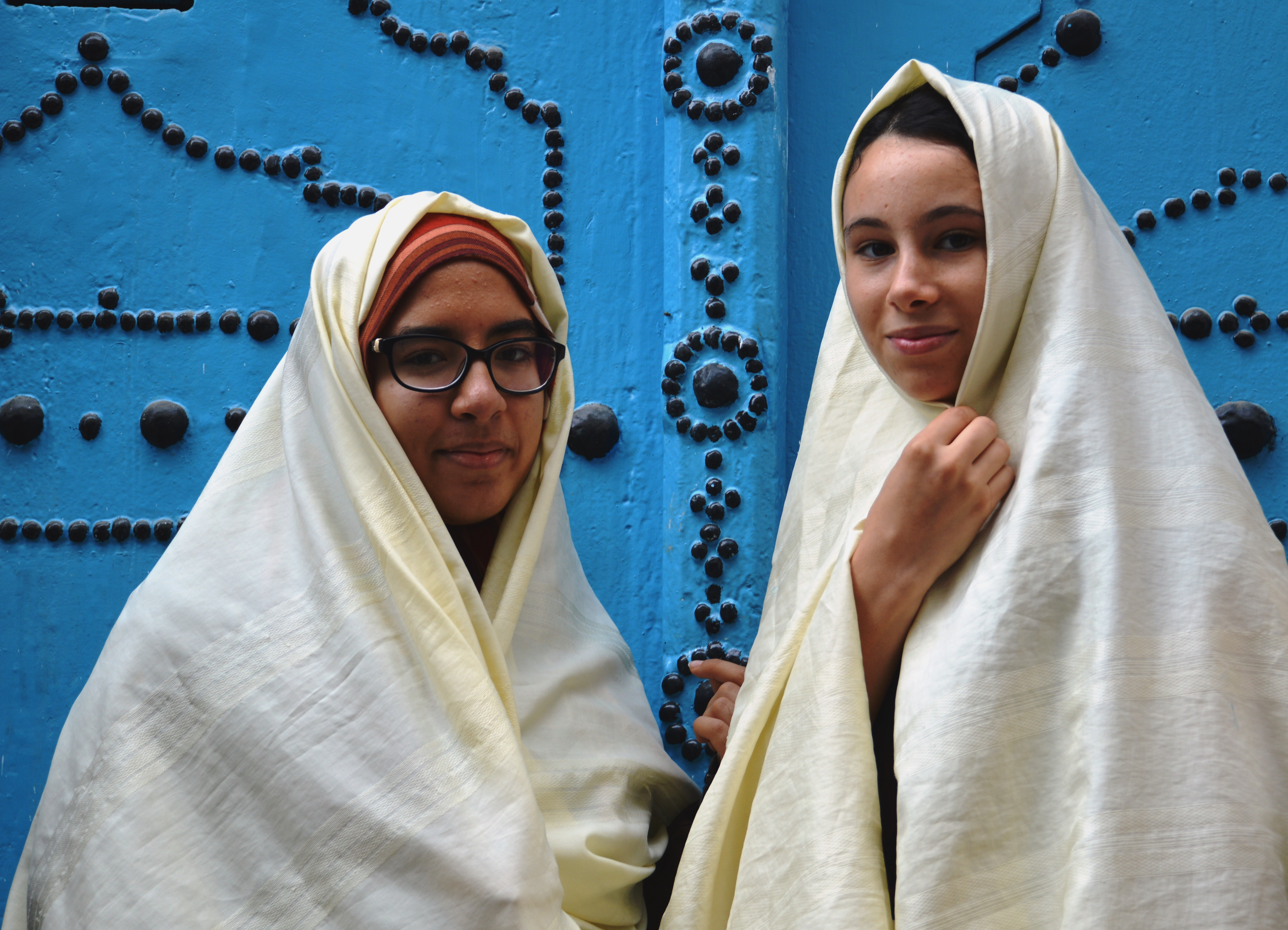
Deux femmes portant un sefseri.

Le sefseri (arabe : سفساري), également orthographié safseri, safsari ou sefsari, est un voile traditionnel féminin porté en Tunisie et en Libye.

## Composition
Il est composé d'une large pièce d'étoffe couvrant tout le corps de la femme. Il est en général de couleur crème en coton, satin ou soie.
Selon les régions de Tunisie, il peut aussi être très coloré, notamment dans le sud du pays.

## Port
Ce vêtement est porté par les femmes par pudeur et pour éviter les regards masculins.
Le sefsari se retrouve en Tunisie et en Libye, mais aussi ailleurs au Maghreb et dans le monde musulman où il porte des noms différents.
Après l'indépendance de la Tunisie, le président Habib Bourguiba tente de faire abandonner son port, allant jusqu'à dévoiler des jeunes femmes à la télévision nationale pour cela. À l'automne 1975, une recrudescence du port du sefsari est constaté dans les rues de Tunis après que la doctorante Hind Chelbi soit apparue vêtue de ce dernier lors d'une allocution télévisée dans laquelle elle critiquait la politique bourguibienne à l'endroit des femmes.
De nos jours, ce vêtement est principalement porté par des femmes âgées et on côtoie en Tunisie des femmes le portant et d'autres ne le portant pas. Souvent, une mère va le mettre tandis que sa fille non.